# 奈迈什古拉奇
奈迈什古拉奇，是匈牙利维斯普雷姆州所辖的一个村，总面积8.35平方公里，总人口979，人口密度117.2人/平方公里（2010年1月1日）。